# جون فيشر (سياسي أمريكي)
جون فيشر (بالإنجليزية: John Fisher)‏ هو محامي وقاضي وسياسي أمريكي، ولد في 22 مايو 1771 في لويس في الولايات المتحدة، وتوفي في 22 أبريل 1823 في سميرنا في الولايات المتحدة.